# Dramat polityczny

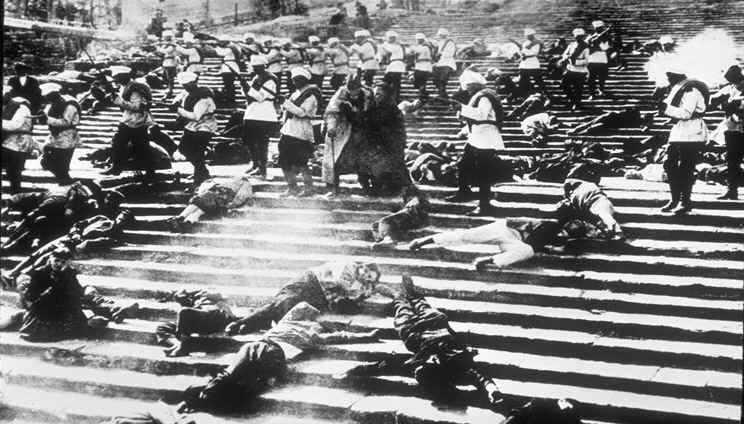
Scena z filmu politycznego

Dramat polityczny – sztuka, film lub program telewizyjny, który zawiera elementy polityczne, polityczne refleksje autora, opisuje polityka albo serię politycznych wydarzeń. Twórcami dramatów politycznych są m.in.: Aaron Sorkin, Siergiej Eisenstein i Beau Willimon. Serialami telewizyjnymi, które można zakwalifikować do gatunku dramatu politycznego są między innymi: Tak, panie ministrze, Prezydencki poker, Pani prezydent, Ekipa, Boss, Skandal i House of Cards. Jednymi z ważniejszych uznawanych za dramaty polityczne filmów ostatnich lat są Idy marcowe oraz Wróg numer jeden.
Remake Battlestar Galactica był w dużej mierze dramatem politycznym ze względu na to, w jaki sposób traktował o problemach politycznych, upodabniając się do takich produkcji, jak Prezydencki poker czy Tak, panie ministrze. Odnosząc się jednak do gatunku, do którego serial należał, problemy polityczne i społeczne musiały być związane z fantastycznonaukowym tłem fabularnym, zatem tę produkcję należałoby zaliczyć do gatunku fikcji politycznej.
Przykładem innego rodzaju politycznych dramatów, które nie odnoszą się do polityki jako działalności, a raczej do polityki jako bieg wydarzeń związanych z władzą państwową jest Newsroom.